# 史美倫
查史美倫，大紫荊勳賢，GBS，JP（1949年12月5日—），女，籍貫浙江慈谿（今余姚市），成長於香港，現任香港交易所主席、香港上海滙豐銀行有限公司、滙豐控股有限公司、螞蟻集團、中國電信股份有限公司及聯合利華獨立非執行董事，曾任香港行政會議成員、金融發展局創始主席。

## 生平
史美倫籍貫浙江慈谿（今余姚市），1949年生于上海，成長於香港，据载与前海牙国际法院院长史久镛、著名建筑家史济樵等几位上海史姓名人均为同族之后，始祖为南宋宰相史嵩之。丈夫為查濟民次子查懋成。
史在1955年畢業於聖保羅堂提多幼稚園（現名聖保羅堂幼稚園），1961年畢業於寶血小學，1967年畢業於嘉諾撒聖方濟各書院中五年級，后赴美国留学，先后获得美国威斯康辛大學麥迪遜分校文學士及美國聖塔克拉拉大學法律博士，並於2002年獲香港科技大學頒授榮譽博士學位。史是前中國證監會副主席、前香港證監會副主席及前大學教育資助委員會主席。2008年1月，史美倫僅次於范徐麗泰以第二高票當選港區全國人大代表。2017年曾為林鄭月娥競選特首擔任顧問。
2004年，史美倫出任香港上海滙豐銀行非執行董事，2007年起兼任副主席。2011年起擔任滙豐控股非執行董事。2022年，史美倫再獲委任為香港交易所董事會主席，任期至2024年。2024年2月16日，史美倫宣佈將於該年4月的股東周年大會完結後離任港交所主席，同日特區政府宣佈委任陳健波及任景信出任港交所董事，接替她和洪丕正的董事職務。4月24日，港交所公佈委任唐家成接替港交所主席。

## 榮譽
- 銀紫荊星章（2001年）
- 金紫荊星章（2009年）
- 大紫荊勳章（2017年）

## 外部連結
- 新華網：國務院任免：免去史美倫中国证券监督管理委员会副主席职务職務等（页面存档备份，存于）
- 匯豐銀行：匯豐委任董事
- 香港特別行政區政府資訊中心：新聞公報：行政長官宣布委任行政會議新成員（页面存档备份，存于）

| 商界職務      | 商界職務                                   | 商界職務 |
| ------------- | ------------------------------------------ | -------- |
| 前任： 周松崗 | 香港交易及結算所有限公司董事會主席 2018年— | 現任     |